# Ratkóczy-pavilon
A Ratkóczy-Pavilon a Semmelweis Egyetem épületeinek egyike, mely Ratkóczy Nándor radiológusról kapta nevét.
Az épület eredetileg barakknak épült az I. világháború alatt. 1942 júliusában Ratkóczy Nándor, frissen kinevezett tanszékvezetőként, az addig a röntgenosztály helyéül szolgáló, A jelű pavilonba költöztette a röntgen tanszék egy részét is. A háború alatt erősen megrongálódott épületbe - restaurálását követően - 1947-ben a tanszék újra visszaköltött, és immár röntgenklinikaként működött tovább. 1962-re az időközben megnövekedett szükségletek kielégítésére a pavilon már alkalmatlanná vált, így az elavult épületből ekkor a klinika végleg kiköltözött.
Ezt követően szolgálati lakásokat alakítottak ki, valamint a ’90-es évek elején az épület északnyugati szárnyában kapott helyet az egyetem informatikai igazgatóságának egy része. Itt került kialakításra a külső klinikai tömb informatikai gépterme. Ez idő alatt épület délkeleti része raktárként funkcionált egészen a ’90-es évek végéig, amikor is egy tűzeset következtében az épület ezen része véglegesen használhatatlanná vált. Az informatikai igazgatóság infrastruktúraüzemeltetési osztálya és távközlési osztálya, valamint a klinikai tömb központi gépterme továbbra is az épületben van elhelyezve.
2023 Decembertől a telephelyeken belüli szállításokat az Országos Mentőszolgálat már nem végezheti, ezért ki alakítottak egy betegszállítási diszpécseri központot. A Semmelweis Egyetem különböző szervezeti egységei közötti szállítások igényei ide futnak be és innen indulnak a betegszállító autók a hét minden napján a nap 24 órájában.